# Денисьево (Рыбинский район)
В Ярославской области есть ещё деревня с таким названием, в Борисоглебском районе.
Дени́сьево — деревня Волжского сельского округа Волжского сельского поселения Рыбинского района Ярославской области.
Деревня расположена на южной окраине города Рыбинска, непосредственно на внешней стороне окружной дороги города. Она стоит на левом, западном берегу реки Уткашь, к югу от окружной дороги. С запада от деревни проходит железная дорога Рыбинск—Ярославль. На противоположном берегу Уткаши стоит деревня Скородумово. Выше по течению Уткаши, на том же берегу — деревня Зиновьево, а на противоположном — Красный Пахарь. Ниже по течению Уткаши, но уже в пределах окружной дороги деревня Воронино. В западном направлении, с другой стороны железной дороги — деревня Якунники, крайняя северо-восточная деревгя Покровскому сельскому поселению.
Деревня Денисьева указана на плане Генерального межевания Рыбинского уезда 1792 года.
На 1 января 2007 года в деревне числилось 12 постоянных жителей. Почтовое отделением Ермаково-1 обслуживает в деревне 36 домов.

## Известные жители
- Егоров, Николай Павлович (1907—1976) — генерал-полковник-инженер, лауреат Ленинской (1966) и Сталинской (1953) премий.